# Список музеев Иркутской области
Список музеев Иркутской области:
- г.Ангарск:
  - Ангарский музей минералов (частная коллекция)
  - Ангарский Музей Победы
  - Ангарский Музей Часов
- г.Братск:
  - Архитектурно-этнографический музей под открытым небом «Ангарская деревня»
- г.Иркутск:
  - Ангара (ледокол) — ледокол-музей
  - Ботанический сад Иркутского государственного университета
  - Дом-музей декабристов в усадьбе Волконских
  - Знаменский монастырь
  - Иркутский архитектурно-этнографический музей «Тальцы»
  - Иркутский областной художественный музей им. В. П. Сукачёва
  - Минералогический музей им. А. В. Сидорова
  - Экспериментарий — музей занимательной науки
  - Иркутский музей оптических иллюзий и оптики «Фантаст»
- г. Слюдянка:
  - Кругобайкальская железная дорога
  - Минералогический музей В. А. Жигалова (частная коллекция)
- п. Березняки
  - Дом-музей М. К. Янгеля
- п. Листвянка:
  - Байкальский Музей ИНЦ СО РАН — на базе экспозиции Лимнологического института
- г.Усть-Илимск
  - Городской краеведческий музей
- п.Усть-Уда
  - Усть-Удинский районный краеведческий музей